# Police (Olomouc)
Police (in tedesco Pollaitz) è un comune della Repubblica Ceca facente parte del distretto di Šumperk, nella regione di Olomouc.